# Marlborough-Ei

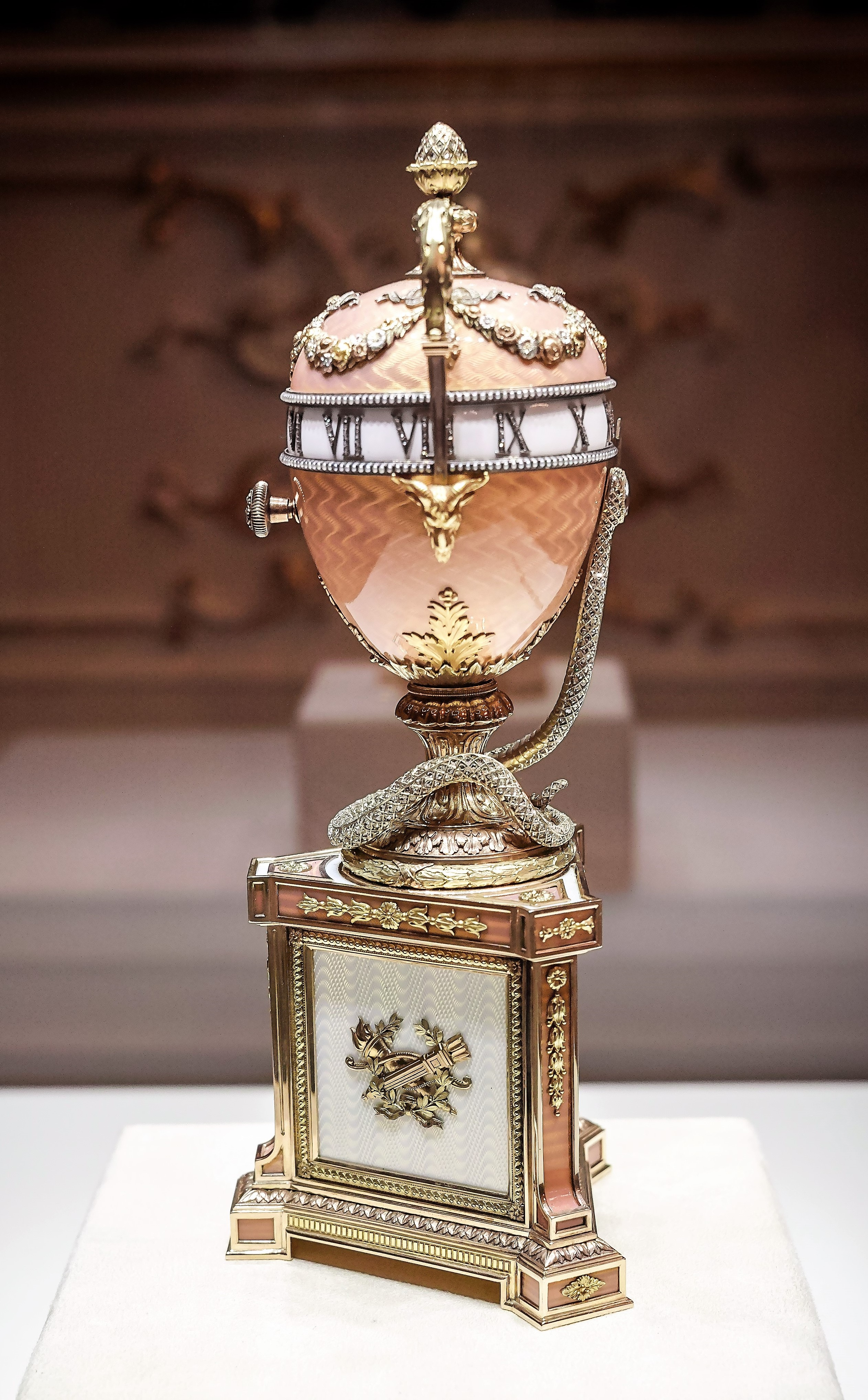
Marlborough-Ei

Das Marlborough-Ei oder Rosa Uhrenei mit Schlange ist ein Fabergé-Ei mit integrierter Uhr, das um 1902 in der Werkstatt des russischen Juweliers Peter Carl Fabergé von dem Goldschmied Michail Perchin angefertigt wurde. Das Ei zählt zu jenen Fabergé-Eiern, die für einen bürgerlichen Kunden und nicht für einen russischen Kaiser angefertigt wurden, die aber wegen der kostbaren Materialien und der hochwertigen Verarbeitung als Fabergé-Eier „von kaiserlicher Qualität“ gelten. Die Vorlage des Marlborough-Eis ist das Blaue Uhrenei mit Schlange, das der russische Kaiser Nikolaus II. seiner Mutter, der Zarenwitwe Maria Fjodorowna, als Geschenk zum Osterfest 1895 überreicht hat.
Das mit Fuß und ohne Sockel 23,5 Zentimeter hohe Ei in Form einer Urne mit zwei Henkeln besteht aus verschiedenen Farbgoldlegierungen. Es ist mit Diamanten im Rosenschliff und Perlen besetzt und mit durchscheinendem rosa und weißem Schmuckemail überzogen. Im Inneren befindet sich ein Uhrwerk, das einen umlaufenden weißen Ring mit den römischen Zahlen I bis XII antreibt. Eine um den Fuß des Eis gewundene und nach oben strebende Schlange dient als Zeiger.
Das Ei gehörte Consuelo Vanderbilt, durch ihre erste Ehe mit Charles Spencer-Churchill, 9. Duke of Marlborough von 1895 bis 1921 Consuelo Spencer-Churchill, Duchess of Marlborough. Das Herzogspaar hatte 1902 Russland besucht und an einem Bankett mit Nikolaus II. teilgenommen. Die Herzogin hat die Zarenmutter im Anitschkow-Palais besucht und dort die Fabergé-Sammlung der Zarin besichtigen können. Consuelo Vanderbilt hat das Ei selbst erworben, und nicht als Geschenk erhalten. Es gelangte nach der Scheidung Vanderbilts 1926 über eine Wohltätigkeitsauktion in Privatbesitz, 1965 an Malcolm Forbes und 2009 an Wiktor Felixowitsch Wekselberg. Heute befindet es sich im Fabergé-Museum in Sankt Petersburg.

## Hintergrund

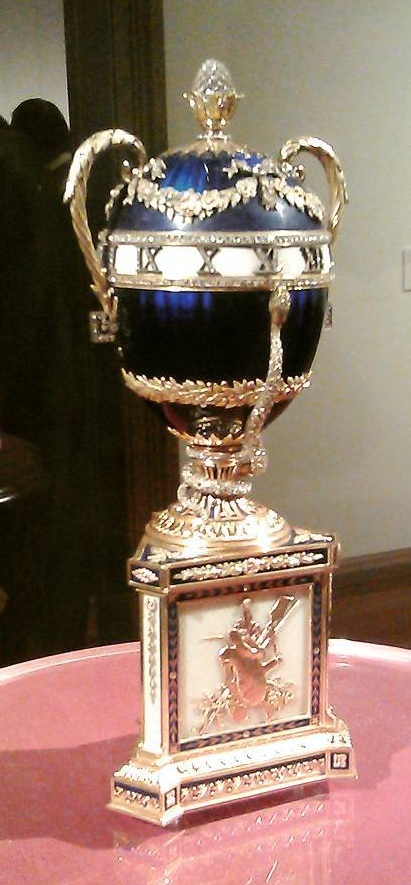
Blaues Uhrenei mit Schlange, 1895

1885 begann der russische Juwelier Carl Fabergé mit der Fabrikation aufwendig gestalteter Schmuckeier, von denen bis 1894 zehn Stück an den Hof des russischen Kaisers Alexander III. verkauft wurden. Dieser schenkte sie jährlich zum Osterfest seiner Ehefrau Maria Fjodorowna. Nach dem Tod Alexanders setzte sein Sohn Nikolaus II. die Tradition fort. Bis 1916 wurden weitere 40 Eier geliefert und an die Zarin Alexandra Fjodorowna und Nikolaus’ Mutter Maria Fjodorowna verschenkt. Die meisten Fabergé-Eier enthielten eine im Inneren verborgene Überraschung, wie Email-Miniaturen eines Hofmalers oder das Modell eines Schiffs oder einer Kutsche aus kostbaren Materialien. Bei den Uhreneiern, erstmals dem Dritten Kaiserlichen Ei für das Jahr 1887, wird die eingebaute oder zugehörige Uhr als die Überraschung angesehen.
Pendulen in Urnenform mit einem umlaufenden ringförmigen Zifferblatt wurden bereits im 18. Jahrhundert im Umfeld der Manufacture royale de porcelaine de Sèvres in Sèvres von den königlichen Uhrmachern Jean André Lepaute, Jean Baptiste Lepaute, Pierre Henry-Lepaute und weiteren Familienmitgliedern gefertigt. Das Schlangenmotiv wurde bereits bei diesen frühen Uhren verwendet. 2012 versteigerte das Londoner Kunstauktionshaus Bonhams eine auf das späte 19. Jahrhundert datierte Pendule in Form einer königsblauen Urne aus Porzellan, die eine frappierende Ähnlichkeit mit dem Blauen Uhrenei mit Schlange aufweist. Es kann kein Zweifel daran bestehen, dass Fabergé solche Uhren kannte und sie 1895 als Anregung für das Blaue Uhrenei mit Schlange nutzte. Dieses „kaiserliche“ Ei war die unmittelbare Vorlage für das Marlborough-Ei.

## Beschreibung
Das Marlborough-Ei erscheint wie eine ovale Urne mit seitlich angebrachten Henkeln. Das Ei ist ohne Sockel 235 Millimeter hoch. Es ist auf einem Guilloche-Untergrund rosafarben emailliert und weist oberhalb der Mitte ein umlaufendes weiß emailliertes Band auf, das die mit geschliffenen Diamanten dargestellten römischen Zahlen I bis XII trägt. Das Ei ist aufwendig in diamantenbesetztes Gold gefasst und ruht auf einem metallenen Fuß mit Schaft. Eine aus Gold gefertigte und ebenfalls mit Diamanten besetzte Schlange windet sich um den Fuß und strebt bis an den Ziffernring nach oben. Der Ring wird durch ein im Inneren des Eis untergebrachtes Uhrwerk angetrieben, sodass die Schlange als Zeiger auf die sich bewegende Zahlenreihe weist. Das Ei mit seinem Fuß steht wiederum auf einem Sockel, dessen drei weiß emaillierte Seitenflächen goldene Symbole zeigen. An der Frontseite befindet sich unter einer Herzogskrone das verschlungene Monogramm CM von Consuelo, Duchess of Marlborough. Die beiden anderen Seitenflächen zeigen ein Füllhorn und einen Köcher mit Pfeilen sowie ein Herz.
Das Ei weist auf dem Sockel als Marken die kyrillischen Initialen des Goldschmieds Michail Perchin in einem Oval, den kyrillischen Schriftzug Фаберже́ (Fabergé), das Beschauzeichen des Beamten Jakow Ljapunow auf. Perchin war von 1886 bis zu seinem Tod 1903 Werkstattleiter Fabergés. Dabei befindet sich auch die Zahl 56 mit gekreuzten Ankern und Zepter im Queroval. Die 56 bezeichnet einen Feingehalt von 56 Solotnik oder 14 Karat. Schließlich ist eine Datierung auf das Jahr 1902 beigegeben. Zu dem Marlborough-Ei gehört ein Behälter aus dem Holz der Europäischen Stechpalme, der mit Seide ausgeschlagen ist und einen schwarzen Aufdruck „Fabergé, St. Petersburg, Moscow, Odessa“ trägt.

## Provenienz
Das Marlborough-Ei wurde von Consuelo Vanderbilt gekauft, der Enkelin von Cornelius Vanderbilt, die 1895 im Alter von 18 Jahren mit Charles Spencer-Churchill, 9. Duke of Marlborough verheiratet wurde und bis zu ihrer Scheidung im Jahr 1921 als Consuelo Spencer-Churchill, Duchess of Marlborough bekannt war. Damit ist das Marlborough-Ei das einzige von Fabergé an einen US-amerikanischen Kunden verkaufte „große“ Ei. Das Herzogspaar hatte 1902 während einer Russland-Reise an einem Bankett mit Nikolaus II. teilgenommen. Consuelo hatte die Zarenmutter im Anitschkow-Palais besucht und bei dieser Gelegenheit die umfangreiche Fabergé-Sammlung der Zarin besichtigen können. Bei der Rückkehr nach England nach der Scheidung im Jahr 1921 lebte Consuelo Vanderbilt wieder in den Vereinigten Staaten. Sie spendete das Fabergé-Ei 1926 einer Wohltätigkeitsauktion, bei der es von Ganna Walska ersteigert wurde.
1965 wurde das Ei bei Parke-Bernet in New York City erneut versteigert. Der Käufer war Malcolm Forbes, Verleger des Forbes Magazine, der es als erstes Ei seiner Sammlung erwarb. Dessen Sohn Steve Forbes veräußerte die damals größte private Fabergé-Sammlung mit alleine neun „kaiserlichen“ Eiern im Februar 2004 für mehr als 100 Millionen US-Dollar an den Russen Wiktor Felixowitsch Wekselberg. Wekselberg verfolgt das Ziel, in das Ausland verbrachtes russisches Kulturgut zu sichern und nach Russland zurückzuführen. Das Marlborough-Ei gehört zum Bestand des von Wekselberg begründeten und im November 2013 eröffneten Fabergé-Museums in Sankt Petersburg.

## Ausstellungen
Nach dem Verkauf der Forbes-Sammlung an Wekselberg wurde das Marlborough-Ei wiederholt auf Ausstellungen gezeigt. Vom Oktober 2005 bis Februar 2006 wurden alle Forbes-Eier in Brüssel ausgestellt. Mit „Fabergé in Zürich - Schätze der russischen Zarenzeit“ wurden im Juni und Juli 2006 die Fabergé-Eier und anschließend bis September andere Arbeiten Fabergés gezeigt. Von April bis Juni 2011 fand im Raffael-Saal der Vatikanischen Pinakothek die Ausstellung „Fabergé. Sacred Images“ statt.